# 清高宗継皇后
清高宗継皇后（しんこうそうけいこうごう）は、清の乾隆帝の2番目の皇后。継皇后ナラ氏（けいこうごうならし）ともいう。
『清史稿』で実姓はウラナラ氏と記載されているが、近年、ホイファナラ氏説が浮上している。満洲鑲藍旗の出身。ネルブ（訥爾布）の娘。

## 生涯
乾隆帝より7歳年下であった。雍正11年（1733年）、宝親王の弘暦（後の乾隆帝）に嫁ぎ、側福晋（側室）となった。
乾隆2年（1738年）、嫻妃に封ぜられた。乾隆10年（1745年）、嫻貴妃に進封された。乾隆13年（1748年）に乾隆帝の最初の皇后である孝賢純皇后が亡くなると皇貴妃となり、乾隆15年（1750年）に皇后に立てられた。これには乾隆帝の母の崇慶皇太后の強い意向が働いていたという。乾隆17年（1752年）に十二男永璂を、乾隆18年（1753年）に五女を、乾隆20年（1755年）に十三男永璟を出産するが、そのうち永璂だけが成人した。
乾隆30年（1765年）、乾隆帝の江南巡幸の際、帝の怒りを買って直接北京に送り返される。一説には当時の満洲人としては禁忌であった断髪をしたことが皇帝及び皇太后への呪詛とみなされたという（断髪をした理由については諸説あり）。帰京後のナラ氏は、廃后の詔書こそ下されなかったが、事実上皇后位を廃された。
乾隆31年（1766年）、死去した。皇后であったが葬儀は皇貴妃の格式で執り行われ、乾隆帝の裕陵には葬されず、純恵皇貴妃の園寝に附葬され、諡号もつけられていない。唯一の子である永璂も乾隆帝の寵愛を失い、儲君のみならず親王または郡王という身位を一切与えられなかった（異母弟である嘉慶帝の治世に貝勒を追贈された）。

## 登場作品
映画
- 背徳と貴婦人（2017年、中国・フランス、演：ファン・ビンビン）

テレビドラマ
- 乾隆王朝（2003年、中国、演：李芸（中国語版））
- 還珠姫 〜プリンセスのつくりかた〜（1998年、中国、演：戴春栄（中国語版））
- 如懿伝 〜紫禁城に散る宿命の王妃〜（2017年、中国、演：ジョウ・シュン）
- 瓔珞〜紫禁城に燃ゆる逆襲の王妃〜（2018年、中国、演：カーメイン・シェー）